# Grapefruit

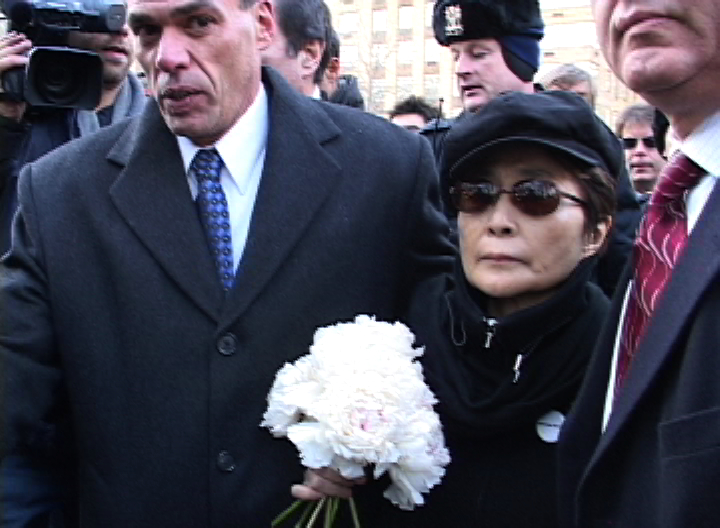
Yoko Ono 2005

Grapefruit är en konstbok av den japansk-amerikanske konstnären Yoko Ono, ursprungligen publicerad 1964. Det har blivit berömd som ett tidigt exempel på konceptkonst och innehåller istället för de traditionella bilderna på konstnärens verk en serie anvisningar eller instruktioner för hur man skapar egna konstverk. I det engelskspråkiga originalet kallas dessa instruktioner för Event Scores, av event, händelse, och score som i det här sammanhanget kan förstås ungefär som score i music score,  det vill säga som en instruktion att följa och uttolka.

## Event Scoresursprung

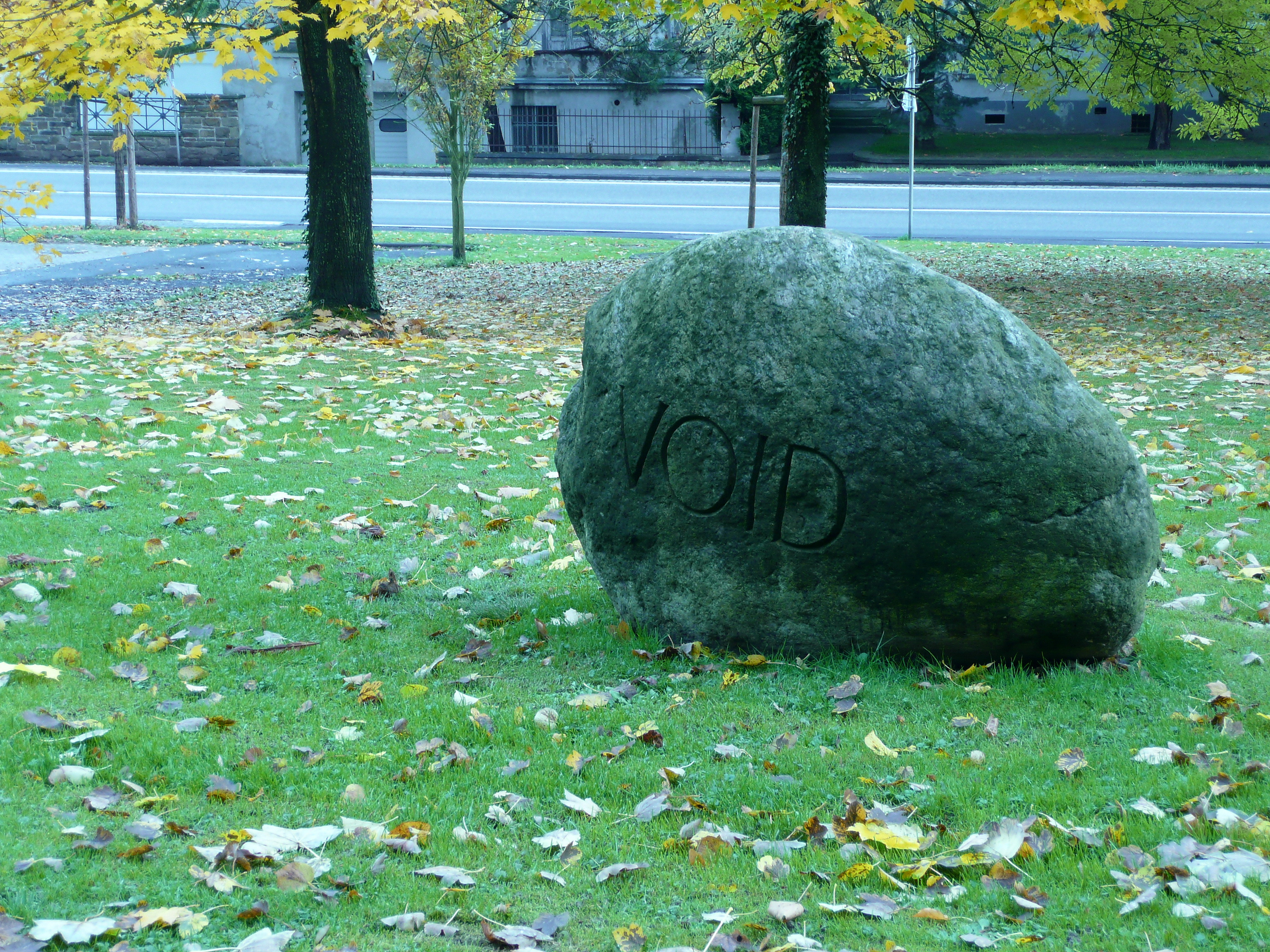
George Brecht: Void Stone. Konstverket består av en sten med ordet void, tomrum, ingraverat.

Uppfinningen Event Scores brukar tillskrivas George Brecht, en amerikansk konceptkonstnär som liksom Ono var förknippad med den avantgardistiska Fluxusgruppen. Inom musiken hade John Cage använt liknande grepp. Onos dåvarande man, den experimentelle musikern Ichiyanagi Toshi, undervisades av Cage och Cage blev genom honom bekant med Ono i slutet av 1950-talet. Både Cage, Brecht och Ono påverkades av buddhistisk filiosofi när de konstruerade sina Event Scores . 

## Grapefruits tillkomst
Även om Grapefuit ofta ses som ett verk av  Fluxusgruppen publicerades verket ursprungligen av Onos eget förlag, Wunternaum press i Tokyo, i en upplaga på 500 exemplar. När Ono lämnat New York 1962, där hon hade ställt ut verket på fluxuskonstnären George Maciunas galleri AG-gallery,  föreslog hennes dåvarande man Anthony Cox att hon skulle samla och publicera sina Event Scores. George Maciunas försökte nå henne i Tokyo med syfte att uppnå en sådan publicering i New York men hans brev nådde henne inte. Senare sände Ono dock honom några av sina Event Scores och ett kontrakt upprättades. En första annons för boken publicerades i Fluxus egen tidning i februari 1964, innan själva boken kommit ut.  

### Första upplagan
Grapefruit (grapefrukt) valdes som titel därför att Ono trodde frukten var en korsning mellan en apelsin och en citron, och således en metafor för henne själv som en andlig hybrid. Titeln är troligen också en anspelning på Water Yam (ordagrant en form av sötpotatis), ett liknande konstverk av George Brecht.
Den första upplagan av Grapefruit innehöll över 150 ”instruktioner” på engelska, med en tredjedel översatta till japanska. De fördelade sig på fem kategorier: Musik, Målning, Händelse (Event), Poesi och Objekt. Före varje anvisning fanns dedikationer till bland andra John Lennon, John Cage, LaMonte Young, Nam Jun Paik, Isamu Noguchi och Peggy Guggenheim. Boken inkluderade också dokumentation om Onos utställningar och performanceverk. Verket såldes för tre dollar före publiceringen och för sex dollar efter.

### Senare utgåvor
Den andra upplagan publicerades 1970 av Simon and Schuster i New York, Peter Owen Ltd i London, och Bärmeier & Nikel i Frankfurt. Förutom en inledning av John Lennon innehöll den andra utgåvan 80 fler anvisningar och två nya sektioner: Film och Dans. En pocketversion gavs ut av Sphere and Touchstone ungefär samtidigt, med ett uppseväckande omslag i form av en bild från Onos film Bottoms (or nr.4), en film från 1966 som endast bestod av filmsekvenser med nakna rumpor. 2000 gav Simon and Schuster ut ett nytryck av den andra upplagan.

### Svenska utgåvor
En svensk översättning av Grapefruit, utförd av Ulf Claesson, har getts ut på förlaget Bakhåll i Lund (ISBN 91-7742-185-X). Utgåvan innehöll också den engelska originaltexten och en CD-skiva där Ono intervjuades av sin svenske förläggare Örjan Gerhardsson.